# 岛田绅助
島田紳助（1956年3月24日—)，本名長谷川公彦，是日本一位漫才師（日式相聲）出身的搞笑藝人、主持人、電影演員與製作人。出生於京都府京都市，京都大谷中學-高中畢業。京都學園大學肄業。自称身高有170公分，血型為AB型。所属經紀公司為吉本兴业。
島田在少年時代曾是暴走族，也曾在壽司店實習過。島田曾在1975年時與松本龍介合組雙人搞笑組合「紳助、龍介」，該組合在1985年時解散。
2011年，因和暴力團人士的密切來往，為暴力團關係者，而宣布引退。

## 爭議事件
2004年10月25日，島田紳助在朝日放送录影前，与勝谷誠彥的女性经纪人发生口角，殴打其颈部，令其受伤。2004年10月28日，大阪府警方以伤害事件名义正式起诉島田紳助；同日，島田紳助在吉本兴业东京支社记者会中谢罪。为此，吉本兴业处分岛田绅助至2004年11月4日。2004年11月4日，大阪府檢察官因此傷害案件證據明確而向大阪簡易裁判所提起簡式起訴，大阪簡易裁判所判決島田紳助30萬日元罰金。
被害女性要求島田紳助退出演藝圈，但島田紳助於2005年1月2日回復演藝活動。被害女性於2006年6月自吉本興業退職，並向東京地方裁判所提出請求訴訟標的達4400萬日元的民事損害賠償訴訟，以及請求確認退職無效。2011年9月22日，本案在東京高等裁判所成立和解。
2021年4月4日，日本混血女星Marie（マリエ）於Instagram直播控訴島田紳助曾要求她陪睡。拒絕時被告知「以後都會沒工作」。之後被迫退出2個島田紳助主持的節目。。

## 引退
2011年8月21日，島田紳助被日本媒體報導曾和暴力團成員有密切關係。8月23日，島田在吉本興業東京本部舉行記者會承認此事並主動宣布引退，而他表示是因為在10年前碰上難以解決的麻煩才找上暴力團協助並有了聯繫。

## 其他
島田紳助和關西傑尼斯8（關8）的村上信五私交甚篤，島田在《美味紳助》裡首次指名與關8合作。由於關8向來走搞笑路線，與一般的傑尼斯事務所藝人的偶像風格相差甚遠，所以島田曾戲謔他們為「假傑尼斯」。
在島田紳助主持的富士電視台猜謎節目《QUIZ!HEXAGON II》中，固定班底上地雄輔把日文漢字「羞恥心」（Shu-Chi-Shin）誤讀為「Sa-Ji-Shin」，因此島田紳助當場對鶴野剛士、上地雄輔與野久保直樹說：「你們三個今天開始就叫做『羞恥心』好了」。於是此三人團體在2008年4月9日以島田紳助填詞的單曲《羞恥心》出道，並且囊括ORICON日文單曲排行榜第一名及四月份的銷售冠軍。
島田紳助於政治上傾向保守主義，曾經在讀賣電視台節目上發表過「憲法第九條能修改的話比較好」的談話。《日本國憲法》第九條載有禁止日本自衛隊主動出兵等規範，使該憲法被稱為「和平憲法」。島田紳助自己是以大商人的身份，採取贊助政治活動的立場出席造勢活動，本人並無意參選。